# Język ruski

Wyrażenie „рꙋскиⸯ єзыкь” ze Statutu Wielkiego Księstwa Litewskiego z 1588

Język ruski (nazywany od XIX wieku także starobiałoruskim albo staroukraińskim, a jego wczesna forma staroruskim; jego nazwą własną jest руский ѧзыкъ lub русский языкъ, podobnie jak języka staroruskiego i współczesnego rosyjskiego) – wymarły język wschodniosłowiański, którym posługiwano się na ziemiach dawnej Rusi Kijowskiej zajętych przez Wielkie Księstwo Litewskie, a także Hospodarstwie Mołdawskim.
Jako że podlegał dyglosji wraz ze staro-cerkiewno-słowiańskim, często był nazywany проста(я) мова (język prosty). Mimo to w księstwach ruskich oraz w Wielkim Księstwie Litewskim był językiem państwowym i kancelaryjnym.
Język ruski był językiem urzędowym w Wielkim Księstwie Litewskim do 1696, kiedy ostatecznie ustaliła się tam supremacja języka polskiego; pozostał jednak językiem urzędowym w województwie bracławskim, kijowskim i wołyńskim, które po zawarciu unii lubelskiej (1569) włączono do Korony Królestwa Polskiego. Jednak w serii ruskiej Metryki Koronnej wszystkie dokumenty po 1653 roku wpisywane były w języku polskim.
Język ruski był kancelaryjnym odpowiednikiem mówionego języka białoruskiego i języka ukraińskiego, odległy od języka używanego przez Moskwę. W akademickiej tradycji rosyjskiej język ruski bywa określany jako wczesnobiałoruski, gdyż nie istniał oddzielny rosyjski termin dla tego języka.

## Język mówiony (dialekty)
Dialekty ruskie rozwinęły się w czasach Rusi Kijowskiej, a od XIII wieku nazywane są umownie staroruskimi. Początkowo mowę Słowian wschodnich określano terminem „mowa słowiańska” (nie „ruska”). W wyniku rozbicia dzielnicowego Rusi oraz silnej polonizacji dialektów zachodnioruskich w XV wieku istniały już istotne różnice pomiędzy różnymi dialektami ruskimi w różnych dzielnicach.
W XVIII-XIX wieku na bazie dialektów zachodnioruskich ukształtowały się nowe języki literackie: ukraiński, białoruski i łemkowsko-rusiński. Dla nowych języków literackich wytworzono odmienne zasady gramatyki, ortografii i fonetyki, co doprowadziło do powstania nowych różnic pomiędzy tymi językami. W 1798 roku wydano pierwszą książkę po ukraińsku – trawestację Eneidy Iwana Kotlarewskiego. Nowo powstałe języki literackie wywierały coraz większy wpływ na dialekty i z czasem zdominowały mowę potoczną Ukraińców i Białorusinów.

## Język literacki

### Nazewnictwo
Ruski język literacki rozwinął się bezpośrednio z języka staroruskiego. Wielki wpływ na rozwój literatury na Rusi Kijowskiej wywarł język staro-cerkiewno-słowiański, w mniejszym stopniu greka i polszczyzna. W XV wieku język ruski używany był m.in. w Wielkim Księstwie Litewskim, Hospodarstwie Mołdawskim, Wielkim Księstwie Moskiewskim oraz w Republice Nowogrodzkiej. W każdym z tych państw ruski język literacki wykształcił oryginalne formy wynikające z przenikania poszczególnych dialektów do języka literackiego. Pomimo tych różnic, gramatyka tych języków nie uległa większym zmianom.
- Ruski język literacki stosowany w XIII-XVII wieku m.in. w Wielkim Księstwie Litewskim, Rusi Czerwonej i w Mołdawii nazywany jest umownie zachodnioruskim. Od XX wieku język ten jest również niekiedy nazywany starobiałoruskim lub staroukraińskim. Sytuacja ta wynikła z pochodzenia tradycji pisarzy ukraińskich i białoruskich od tradycji ruskich z okresu Wielkiego Księstwa Litewskiego i Rusi Kijowskiej.

- Język ruski stosowany m.in. w Wielkim Księstwie Moskiewskim, księstwie twerskim i Republice Nowogrodzkiej jest od XIII wieku aż po XIV/XVI wiek nazywany staroruskim (wcześniej nazywany był „słowiańskim”), gdyż w przeciwieństwie od języka zachodnioruskiego przetrwał w prawie niezmienionej postaci. W pracach naukowych dla nazwania języka literackiego z Wielkiego Księstwa Moskiewskiego od XIV/XVI wieku rezygnuje się z określenia język staroruski zastępując je nazwą język ruski (russkij jazik), a w języku polskim od XVI wieku także nazwą język rosyjski – analogicznie do nazwy kraju Rosja (Rossija).

### Język literacki na Litwie
W wyniku podboju zachodnich księstw ruskich przez Litwę oraz asymilacji szlachty litewskiej z bojarami ruskimi, język ruski w XIII wieku zyskał rangę języka urzędowego Wielkiego Księstwa Litewskiego i wyparł używaną do tej pory łacinę.
Pierwsza książka drukowana w języku ruskim i rozprowadzana w Wielkim Księstwie Litewskim – Biblia Franciszka Skaryny (Biblia Ruska) – wydawana była przez Franciszka Skarynę w latach 1517–1519. Kancelaria litewska prowadziła korespondencję dyplomatyczną z Wielkim Księstwem Moskiewskim i Republiką Nowogrodzką w tym języku (niewielkie różnice umożliwiały sprawną komunikację). Prowadzono w nim też Metrykę Litewską i wydawano Statuty litewskie (1522, 1566, 1588). Zapisywany był cyrylicą.
Na mocy unii lubelskiej z 1569 południowe terytoria ukrainne Wielkiego Księstwa Litewskiego przyłączone zostały do Korony. Od tego czasu na terenach ukraińskich język ruski stracił status państwowego, lecz był jeszcze powszechnie używany w środowisku prawosławnym, m.in. przez Kozaków w Siczy Zaporoskiej i później także w cerkwi unickiej. Stopniowo język, używany na ziemiach koronnych, zaczął się rozwijać niezależnie od języka, w dalszym ciągu używanego w Wielkim Księstwie.
W czasie wojny polsko-rosyjskiej 1654-1667 zginęło około 50% populacji Wielkiego Księstwa Litewskiego, a kraj został zrównany z ziemią. Zniszczono miasta i sieć edukacji. Był to cios dla ludności ruskojęzycznej. Pod koniec XVII wieku język ruski był w administracji Wielkiego Księstwa już od kilkudziesięciu lat nieużywany, choć dopiero w 1699 został oficjalnie zastąpiony przez język polski. Postępująca polonizacja wyrugowała w XVII wieku ruski język literacki, co spowodowało, że język ten istniał tylko w postaci dialektów i aż do XIX wieku był ograniczony przede wszystkim do środowisk wiejskich.

#### Przykład
Podkanclerzy litewski Lew Sapieha dziękuje królowi Zygmuntowi III za przyjęcie Statutu Wielkiego Księstwa Litewskiego 1588. Przykład tekstu zachodnioruskiego z silnymi wpływami polskimi pochodzącego z Wlk. Ks. Litewskiego.
„Наяснейшому пану, пану Жикгимонъту Третему [...] Были тые часы, наяснейшый милостивый г[о]с[по]д[а]ру королю, коли в томъ згромаженью а посполитован[ь]ю людскомъ, которое мы речью посполитою называем, не правомъ якимъ описанымъ або статутомъ, але только своимъ зданъемъ и уподобанъемъ владность свою г[о]с[по]д[а]ры и короли того света надъ людми ростегали. Але ижъ частокроть от пристойное своее повинности отступовали, а, на свой толко пожытокъ речы натегаючы, о сполное доброе всихъ мало дбали, оттул[ь] то было уросло, же люди, брыдечысе ихъ панованьемъ и звирхностю и не господарми, але тыранами оные называючы, на самом только статуте и праве описаномъ все беспеченство и доброе речы посполитое засажали. А прото онъ великий и зацный филозофъ греческий Арыстотелесъ поведилъ, же тамъ бельлуа, а по-нашому дикое звера, пануеть, где чоловекъ водлугъ уподобанья своего владность свою ростегаеть, а где опятъ право або статутъ гору маеть, там самъ Богъ всимъ владнеть.”
Transkrypcja fonetyczna
„Najasniejszomu panu, panu Żigimontu Tretiemu [...] Byli tyje czasy, najasniejszyj miłostiwyj hospodaru korolu, koli w tom zhromażenju a pospolitowanju ludskom, kotoroje my reczju pospolitoju nazywajem, nie prawom jakim opisanym abo statutom, ale tolko swoim zdanjem i upodobanjem władnost’ swoju hospodary i koroli toho swieta nad ludmi rostiehali. Ale iż czastokrot’ ot pristojnoje swojeje powinnosti otstupowali, a, na swoj tołko pożytok reczy natiehajuczi, o społnoje dobroje wsich mało dbali, ottul to było urosło, że ludi, brydieczysie ich panowaniem i zwirchnostiu i nie hospodarmi, ale tyranami onyje nazywajuczy, na samom tolko statutie i prawie opisanom wsie biespieczenstwo i dobroje reczy pospolitoje zasażali. A proto on wielikij i zacnyj fiłozof hreczeskij Arystotieles powiedił, że tam bellua, a po-naszomu dikoje zwiera, panujet’, hdie czołowiek wodłuh upodobanja swojeho władnost’ swoju rostiehajet’, a hdie opiat’ prawo abo statut horu majet’, tam sam Boh wsim władniet’.”
Tłumaczenie
„Najjaśniejszemu Panu, panu Zygmuntowi Trzeciemu [...] Były te czasy, najjaśniejszy litościwy Panie królu, kiedy w tym zgromadzeniu i pospólstwu ludzkim, które my Rzeczą Pospolitą nazywamy, nie prawem jakimś pisanym albo statutem, ale tylko swoim zdaniem i upodobaniem władność swoją Panowie i królowie tego świata nad ludźmi rozciągali. Ale iż częstokroć od przystojnej swojej powinności odstępowali, a, na swój tylko pożytek rzeczy naciągając, o wspólne dobro wszystkich mało dbali, odtąd to było urosło, że ludzie, brzydząc się ich panowaniem i zwierzchnością, nie gospodarzami, ale tyranami onych nazywając, na samym tylko statucie i prawie pisanym całe bezpieczeństwo i dobro Rzeczy Pospolitej wprowadzali. A dlatego on wielki i zacny filozof grecki Arystoteles powiedział, że tam bellua, a po naszemu dzikie zwierzę, panuje, gdzie człowiek według upodobania swojego władność swoją rozciąga, a gdzie znów prawo albo statut górę ma, tam sam Bóg wszystkim włodarzy.”